# Michael B. Jordan
Michael Bakari Jordan (Santa Ana, California; 9 de febrero de 1987), popularmente conocido como Michael B. Jordan, es un actor, director y productor estadounidense. Es conocido por interpretar al personaje de Erik Killmonger, el primo y enemigo de T'Challa, en Black Panther (2018), y a Adonis Creed, hijo del boxeador ficticio Apollo Creed, en Creed (2015), Creed II (2018) y Creed III (2023).
Dentro de sus primeros trabajos se encuentran las series de televisión The Wire y Friday Night Lights. En el cine, coprotagonizó películas como Chronicle (2012), Fruitvale Station (2013), Las novias de mis amigos (2014) y Fantastic Four (2015). También fue el abogado Bryan Stevenson en Just Mercy (2019).

## Primeros años
B. Jordan nació en Santa Ana, California, hijo de Donna (de soltera Davis), una consejera de artistas y profesora de escuela secundaria, y Michael A. Jordan,  un empresario de cáterin.
Él es el segundo de tres hijos con una hermana mayor, Jamila, que trabaja en la producción cinematográfica, y un hermano menor, Khalid, quien fue un jugador de fútbol en la Universidad de Howard.
La familia de Jordan pasó dos años en California antes de trasladarse a Newark, Nueva Jersey, de donde se considera originario.  
Asistió a Newark Arts High School, donde su madre trabaja, y donde él jugó al baloncesto.
El segundo nombre de Jordan es Bakari, que en idioma suajili se traduce como 'noble promesa'.

## Carrera

### Inicios (1999-2012)

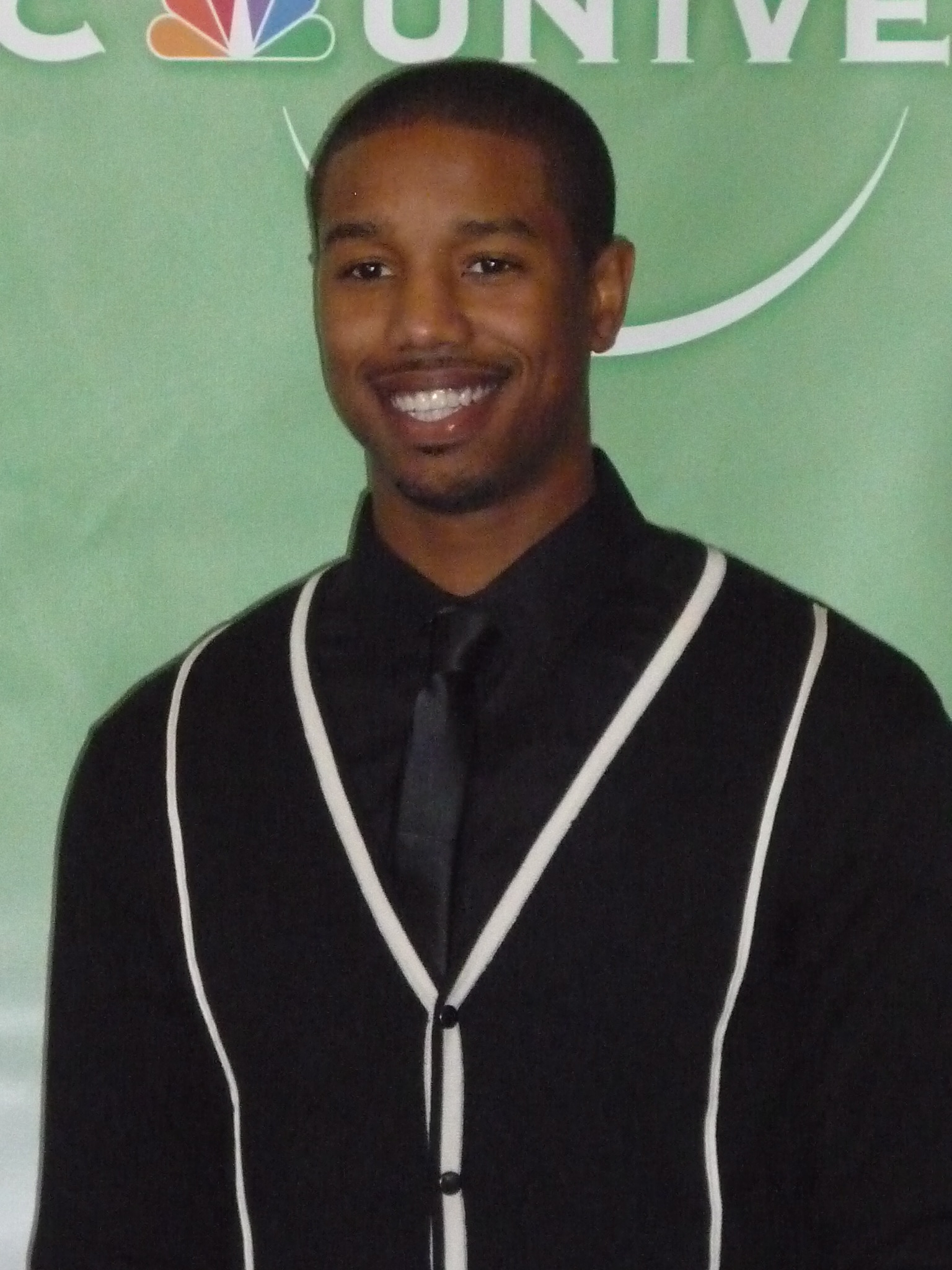
Jordan en 2008

Jordan inicialmente trabajó como modelo para varias compañías y marcas, incluidos los productos deportivos de Modell y Toys "R" Us, antes de decidirse a emprender una carrera como actor. Lanzó su carrera como actor profesional en 1999, cuando apareció brevemente en un episodio de las series Cosby y The Sopranos. Al año siguiente, fue seleccionado entre cientos de aspirantes para interpretar a Jamal en el largometraje de Paramount Pictures, Hardball, protagonizado por Keanu Reeves.
Antes de dar comienzo a su carrera en los largometrajes, Michael era más conocido por haber interpretado dos de los más importantes dramas televisivos de la década de 2000. Primero, recibió el elogio de la crítica por su retrato del joven urbanita de dura apariencia y buen corazón, Wallace, en la exitosa serie dramática de HBO The Wire (2002). Luego protagonizó, en el papel de Vince Howard, capitán de un equipo de fútbol americano, la serie aclamada por la crítica y ganadora de un Emmy, Friday Night Lights (2009) de la NBC. 
Apareció en el capítulo 14 de la octava temporada de House M.D. en el papel de paciente del mítico doctor.
También encarnó al alcohólico en fase de recuperación, Alex, en la tercera temporada de la serie de NBC, Parenthood (2010).
En 2003, Michael se convirtió en el actor afroamericano más joven contratado para la serie dramática de horario diurno de la cadena ABC, All My Children, en el papel de Reggie (luego Reggie Montgomery), el hijo adoptado por Susan Lucci, hasta junio de 2006. Jordan fue liberado de su contrato con la serie después de tres años debido a la falta de tiempo de emisión, y su última aparición se emitió el 5 de junio de 2006. Posteriormente, Michael se mudó a Los Ángeles donde no tardó en lograr un papel principal en la película independiente Blackout (en) (2007), interpretada por Melvin Van Peebles, Jeffrey Wright y Zoe Saldaña. 
Michael logró un papel en su primer largometraje, la película coral de Rockmund Dunbar Las hijas del Pastor Brown (2009). Tuvo papeles de artista invitado en CSI: Las Vegas (2006), Caso abierto (2007), Miente, si puedes (2010), Sin rastro  (2006) y Ley y Orden: Acción Criminal (2010). 
Protagonizó el éxito de taquilla de 20th Century Fox, Chronicle (2012), dirigida por Josh Trank, un thriller sobrenatural que sigue los pasos de tres adolescentes de Portland cuando desarrollan poderes extraordinarios después de haber quedado expuestos a una substancia misteriosa. También tuvo un papel secundario en Red Tails (2012), dirigida por Anthony Hemmingway, y producida por George Lucas, la historia de los primeros pilotos afroamericanos que volaron en un escuadrón de combate durante la Segunda Guerra Mundial, a los que también se conocía como «Los Aviadores de Tuskegee».

### Reconocimiento (2013-presente)

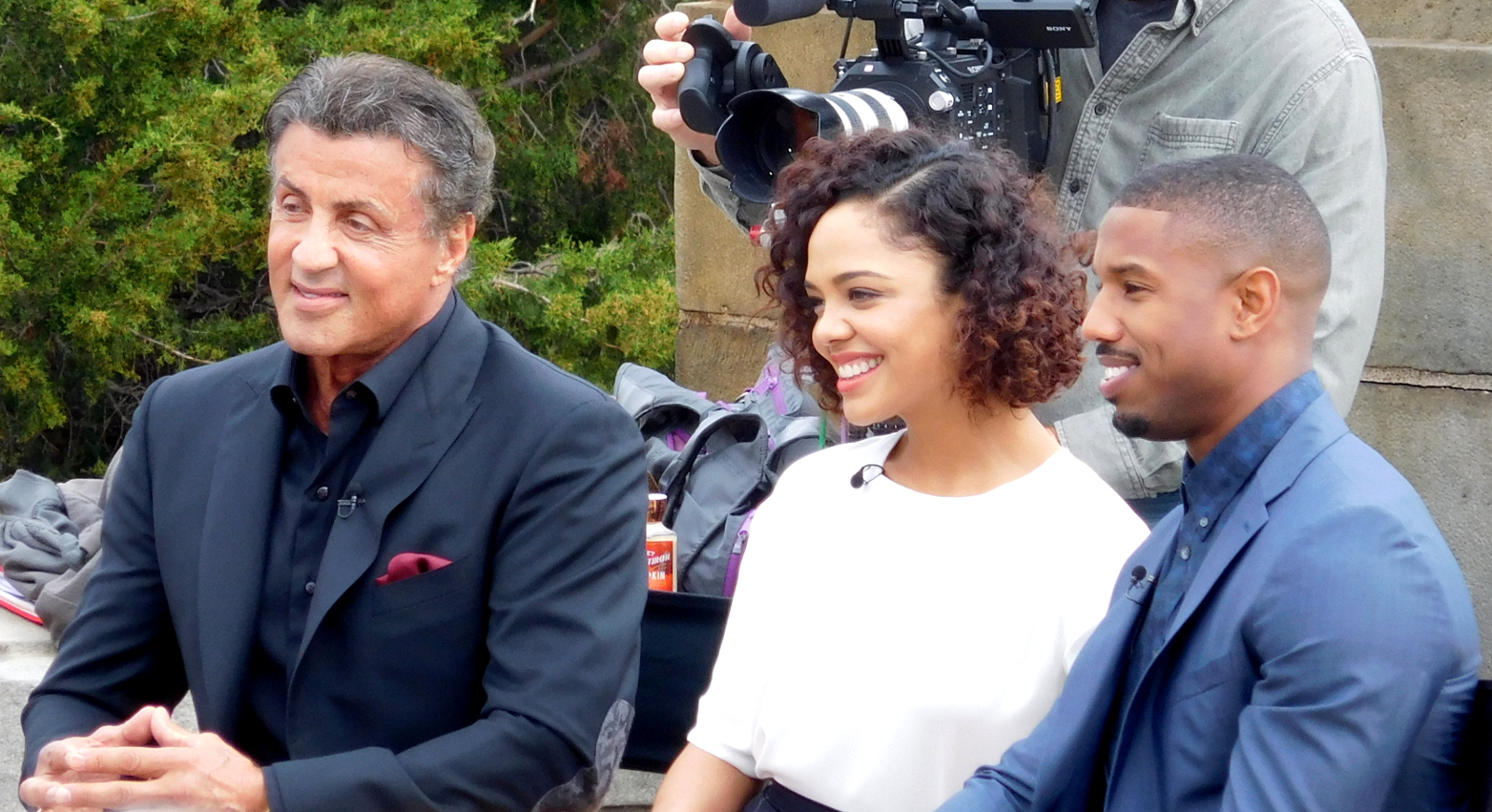
Jordan junto con Sylvester Stallone y Tessa Thompson promocionando Creed en noviembre de 2015.

Interpretó a Oscar Grant, en la película aclamada por la crítica Fruitvale Station (2013). Por lo que Michael B. Jordan está considerado como uno de los jóvenes actores más brillantes de Hollywood. Su interpretación del personaje de Oscar Grant en Fruitvale Station, de The Weinstein Company, dirigida por Ryan Coogler, le valió elogiosas críticas. Se estrenó en el Festival de Cine de Sundance y ganó el Gran Premio del Jurado y el Público. La película se estrenó igualmente en el Festival de Cine de Cannes, donde logró el premio a la Mejor Primera Película. En la edición de 2014 de los Premios Image de la NAACP, la película cosechó el premio a la Película Independiente más Destacada. Además, Michael recibió el Premio Satellite al Logro Especial en el Primer Éxito Interpretativo Importante, el Premio Gotham de Cine Independiente al Primer Éxito como Actor, y el Premio Virtuoso del Festival Internacional de Cine de Santa Bárbara por su papel.
Coprotagonizó Las novias de mis amigos (2015) junto a Zac Efron y Miles Teller e interpretó a la Antorcha Humana en la película Los 4 Fantásticos (2015). 
Michael dio fin junto con Sylvester Stallone, a la producción de su película Creed (2015), repitiendo órdenes del director de Fruitvale Station. La película, que es una consecuencia de la franquicia de Rocky centrada en el hijo del boxeador Apollo Creed, llamado Adonis "Donnie" Johnson Creed.

## Filmografía
| 1999        | Black and White                        | Adolescente #2                             | James Toback                               |
| 2001        | Hardball                               | Jamal                                      | Brian Robbins                              |
| 2007        | Blackout                               | C.J.                                       | Jerry LaMothe                              |
| 2009        | Pastor Brown                           | Tariq Brown                                | Rockmond Dunbar                            |
| 2012        | Red Tails                              | Maurice 'Bumps' Wilson                     | Anthony Hemingway                          |
| 2012        | Chronicle                              | Steve Montgomery                           | Josh Trank                                 |
| 2013        | Fruitvale Station                      | Oscar Grant                                | Ryan Coogler                               |
| 2013        | Justice League: The Flashpoint Paradox | Victor Stone / Cyborg (Voz)                | Jay Oliva                                  |
| 2014        | That Awkward Moment                    | Mikey                                      | Tom Gormican                               |
| 2015        | Fant4stic                              | Johnny Storm / Antorcha Humana             | Josh Trank                                 |
| 2015        | Creed                                  | Adonis Creed                               | Ryan Coogler                               |
| 2018        | Black Panther                          | Erik Killmonger                            | Ryan Coogler                               |
| 2018        | Fahrenheit 451                         | Guy Montag                                 | Ramin Bahrani                              |
| 2019        | Creed II                               | Adonis Creed                               | Steven Caple Jr.                           |
| 2019        | Just Mercy                             | Bryan Stevenson                            | Deni O'Bennon                              |
| 2021        | Sin remordimientos                     | John Kelly                                 | Stefano Sollima                            |
| 2021        | Space Jam: Una Nueva Era               | El Mismo (Cameo)                           | Malcolm D. Lee                             |
| 2022        | Black Panther: Wakanda Forever         | Erik Killmonger (Cameo)                    | Ryan Coogler                               |
| 2023        | Creed III                              | Adonis Creed                               | Michael B. Jordan                          |
| 2025        | Sinners                                | Elijah "Smoke" Moore / Elias "Stack" Moore | Ryan Coogler                               |
| Televisión  |                                        |                                            |                                            |
| Año         | Título                                 | Rol                                        | Notas                                      |
| 1999        | The Sopranos                           | Rideland Kid                               | Episodio: «Down Neck»                      |
| 1999        | Cosby                                  | Mike                                       | Episodio: «The Vesey Method»               |
| 2002        | The Wire                               | Wallace                                    | 13 episodios                               |
| 2003-2006   | All My Children                        | Reggie Porter Montgomery                   | 59 episodios                               |
| 2006        | CSI: Crime Scene Investigation         | Morris                                     | Episodio: «Poppin' Tags»                   |
| 2006        | Without a Trace                        | Jesse Lewis                                | Episodio: «The Calm Before»                |
| 2007        | Cold Case                              | Michael Carter                             | Episodio: «Wunderkind»                     |
| 2009        | Burn Notice                            | Corey Jensen                               | Episodio: «Hot Spot»                       |
| 2009        | Bones                                  | Perry Wilson                               | Episodio: «The Plain in the Prodigy"       |
| 2009        | The Assistants                         | Nate Warren                                | 13 episodios                               |
| 2009-2011   | Friday Night Lights                    | Vince Howard                               | 26 episodios                               |
| 2010        | Law & Order: Criminal Intent           | Danny Ford                                 | Episodio: «Inhumane Society»               |
| 2010        | Lie to Me                              | Key                                        | 2 episodios                                |
| 2010-2011   | Parenthood                             | Alex                                       | 16 episodios                               |
| 2010        | House M. D.                            | Will Westwood                              | Episodio: «Love is Blind»                  |
| 2010        | County                                 | Travis Hancock                             | Serie de TV, episodio Piloto               |
| 2014        | Ridiculousness                         |                                            |                                            |
| 2014        | The Boondocks                          | Pretty Boy Flizzy (Voz)                    |                                            |
| 2015        | Running Wild with Bear Grylls          | Él mismo                                   | 1 episodio                                 |
| 2019        | Gen:Lock                               | Julian Chase (voz)                         | Elenco principal y productor ejecutivo     |
| 2019        | Raising Dion                           | Mark Warren                                | Personaje recurrente y productor ejecutivo |
| 2020        | You                                    | Detective de homicidios                    | Cameo (sin acreditar)                      |
| 2021        | What If...?                            | Erik Killmonger (voz)                      | Elenco principal                           |
| 2022        | America the Beautiful                  | Narrador                                   | Serie documental                           |
| Videojuegos |                                        |                                            |                                            |
| Año         | Título                                 | Personaje de voz                           | Notas                                      |
| 2011        | Gears of War 3                         | Jace Stratton (Voz)                        |                                            |
| 2015        | Call of Duty: Black Ops 3              | Narrador (Voz)                             |                                            |
| 2016        | NBA 2K17                               | Justice (Voz)                              |                                            |
| 2018        | Creed: Rise to Glory                   | Adonis Creed (Voz)                         |                                            |

## Distinciones
| Año  | Premiación                                  | Categoría                                                                | Nominación          | Resultado | Refs   |
| ---- | ------------------------------------------- | ------------------------------------------------------------------------ | ------------------- | --------- | ------ |
| 2005 | Soap Opera Digest Award                     | Favorite Teen                                                            | All My Children     | Nominado  | [ 13 ] |
| 2005 | NAACP Image Award                           | Outstanding Actor in a Daytime Drama Series                              | All My Children     | Nominado  | [ 14 ] |
| 2006 | NAACP Image Award                           | Outstanding Actor in a Daytime Drama Series                              | All My Children     | Nominado  | [ 15 ] |
| 2007 | NAACP Image Award                           | Outstanding Actor in a Daytime Drama Series                              | All My Children     | Nominado  | [ 16 ] |
| 2008 | NAACP Image Award                           | Outstanding Literary Work - Debut Author                                 | "Homeroom Heroes"   | Nominado  | [ 17 ] |
| 2011 | EWwy Awards                                 | Best Supporting Actor in a Drama                                         | Friday Night Lights | Nominado  | [ 18 ] |
| 2013 | Detroit Film Critics Society                | Best Breakthrough                                                        | Fruitvale Station   | Nominado  | [ 19 ] |
| 2013 | Hollywood Film Awards                       | Hollywood Spotlight Award                                                | Fruitvale Station   | Ganador   | [ 20 ] |
| 2013 | Gotham Awards                               | Breakthrough Actor                                                       | Fruitvale Station   | Ganador   | [ 21 ] |
| 2013 | National Board of Review of Motion Pictures | Breakthrough Actor                                                       | Fruitvale Station   | Ganador   | [ 22 ] |
| 2013 | Phoenix Film Critics Society                | Breakthrough Performance on Camera                                       | Fruitvale Station   | Nominado  | [ 23 ] |
| 2013 | Satellite Awards                            | Breakthrough Award Performance                                           | Fruitvale Station   | Ganador   | [ 24 ] |
| 2013 | Santa Barbara International Film Festival   | Virtuoso Award                                                           | Fruitvale Station   | Ganador   | [ 25 ] |
| 2013 | St. Louis Gateway Film Critics Association  | Best Actor                                                               | Fruitvale Station   | Ganador   | [ 26 ] |
| 2014 | Independent Spirit Awards                   | Best Male Lead                                                           | Fruitvale Station   | Ganador   | [ 27 ] |
| 2014 | Black Reel Awards                           | Outstanding Actor                                                        | Fruitvale Station   | Nominado  | [ 28 ] |
| 2014 | NAACP Image Award                           | Outstanding Actor in a Motion Picture                                    | Fruitvale Station   | Nominado  | [ 29 ] |
| 2015 | Golden Raspberry Awards                     | Worst Screen Combo (shared with Kate Mara, Miles Teller, and Jamie Bell) | Fantastic Four      | Nominado  |        |
| 2015 | African-American Film Critics Association   | Breakout Performance                                                     | Creed               | Ganador   |        |
| 2015 | Boston Online Film Critics Association      | Best Actor                                                               | Creed               | Ganador   |        |
| 2015 | Online Film Critics Society                 | Best Actor                                                               | Creed               | Nominado  |        |
| 2015 | Austin Film Critics Association             | Best Actor                                                               | Creed               | Nominado  | [ 30 ] |
| 2015 | Las Vegas Film Critics Society              | Best Actor                                                               | Creed               | Nominado  |        |
| 2015 | NAACP Image Awards                          | Outstanding Actor in a Motion Picture                                    | Creed               | Ganador   |        |
| 2015 | Black Reel Awards                           | Best Actor                                                               | Creed               | Ganador   |        |
| 2015 | National Society of Film Critics            | Best Actor                                                               | Creed               | Ganador   |        |
| 2015 | Empire Awards                               | Best Actor                                                               | Creed               | Nominado  | [ 31 ] |
| 2015 | MTV Movie Awards                            | Best Male Performance                                                    | Creed               | Nominado  | [ 32 ] |
| 2016 | Teen Choice Awards                          | Choice Movie Actor: Drama                                                | Creed               | Nominado  |        |